# オマル・アルデレーテ
オマル・フェデリコ・アルデレーテ・フェルナンデス（Omar Federico Alderete Fernández , 1996年12月26日 - ）は、パラグアイ・アスンシオン出身のサッカー選手。サンダーランドAFC所属。ポジションはDF。

## クラブ経歴
2016年にセロ・ポルテーニョでプロデビュー。7月31日のクラブ・グアラニー戦でプロ初ゴールを記録。翌2017年8月にクラブ・デ・ヒムナシア・イ・エスグリマ・ラ・プラタにローン移籍で加入。
2019年6月4日、FCバーゼルと契約。加入1年目2019-20シーズンから先発に定着し、リーグ戦28試合2ゴールを記録。リーグ3位に貢献した。
2020年10月5日、ヘルタ・ベルリンに加入したことが発表された。
2021年7月9日、バレンシアCFに買取オプション付きのローン移籍で加入したことが発表された。
2022年8月19日、ヘタフェCFに買取オプション付きのローン移籍で加入したことが発表された。翌年の5月26日、5年契約を締結したことを発表した。
2025年8月12日、プレミアリーグに昇格したサンダーランドAFCに4年契約で移籍することが発表された。

## パラグアイ代表
プロデビュー前の2013年からユース世代のパラグアイ代表でプレー。2018年11月の南アフリカ戦でフル代表初出場を果たした。